# Берделидзе, Годерзи
Годерзи Берделидзе (груз. გოდერძი ბერდელიძე; род. 14 июля 1996) — грузинский тяжелоатлет, серебряный призёр чемпионата Европы 2025 года.

## Карьера
С 2015 года грузинский спортсмен принимает участие в международных состязаниях по тяжёлой атлетике. На юниорском чемпионате Европы 2016 года в категории до 62 кг становился бронзовым призёром с результатом 263 кг.
В 2018 году дебютировал на взрослом чемпионате Европы. В категории до 56 кг с результатом 246 кг по сумме двух упражнений стал четвёртым. В 2019 году дебютировал на взрослом чемпионате мира, где стал 12-м в категории до 61 кг. Через месяц стал чемпионом Европы среди молодёжи в категории до 61 кг с результатом 277 кг.
На чемпионате Европы в Кишинёве, в апреле 2025 года, завоевал серебряную медаль в весовой категории до 61 кг с итоговым результатом 276 кг. В упражнении «рывок» стал бронзовым призёром (123 кг), в упражнении «толчок» стал серебряным призёром (153 кг).

## Достижения
Чемпионат Европы
| Результат | Вес      | Год  | Место соревнований | Рывок | Толчок | Общий вес |
| Серебро   | до 61 кг | 2025 | Кишинёв, Молдова   | 123,0 | 153,0  | 276,0     |